# Лондон (Канада)
Ло́ндон (англ. London) — город в Канаде, в юго-западной части провинции Онтарио на реке Темс. Население — 366 151 житель (с пригородами — 474 786 - 2011, перепись). Шестой по величине город Онтарио и десятый — Канады.
Известные уроженцы Лондона: актёры Райан Гослинг и Рэйчел Макадамс, фигуристы Скотт Моир и Тесса Вертью, хоккеисты Джо Торнтон, Эрик Линдрос, Джефф Картер, Грегори Кэмпбелл, Дрю Даути и Майк ван Рин, музыкант и эксперт по выживанию Лес Страуд, певец Джастин Бибер.

## Исторические сведения
На месте города в Средние века располагалось несколько индейских поселений. Археологические раскопки подтверждают, что люди здесь проживали в последние 10 тысяч лет. В 1793 году лейтенант-губернатор Верхней Канады Джон Грейвс Симко избрал это место как будущую столицу Верхней Канады, которую он намеревался назвать Джорджина (в честь короля Георга III). Но губернатор Гай Карлтон посчитал строительство столицы посреди густых лесов нецелесообразным.
Впервые Лондон был заселён европейцами в 1801—1804 годах, а в 1826 стал селом. В 1845 году крупный пожар уничтожил большую часть поселения, однако в 1855 здесь уже проживало более 10 тысяч человек, и Лондон получил статус города. Впоследствии Лондон разросся, поглощая соседние города, и превратился в самый крупный населённый пункт юго-западного Онтарио.
В прошлом для того, чтобы попасть в Лондон, изолированный от более населённой части провинции, следовало пройти через густой лес, за что Лондон получил прозвище «Лесного города».

## Население
Население состоит на 48,2 % из мужчин и на 51,8 % — из женщин. Большинство населения составляют потомки выходцев с Британских островов, далее следуют немцы, франкоканадцы, голландцы, итальянцы, поляки, португальцы, украинцы, индейцы.

## Климат
| Показатель                    | Янв.  | Фев.  | Март  | Апр.  | Май  | Июнь | Июль | Авг. | Сен. | Окт.  | Нояб. | Дек.  | Год   |
| ----------------------------- | ----- | ----- | ----- | ----- | ---- | ---- | ---- | ---- | ---- | ----- | ----- | ----- | ----- |
| Абсолютный максимум, °C       | 16,7  | 17,8  | 24,8  | 29,4  | 32,4 | 38,2 | 36,7 | 37,0 | 34,4 | 30,0  | 24,4  | 18,5  | 38,2  |
| Средний суточный максимум, °C | −2,4  | −1,4  | 4,2   | 11,6  | 19,0 | 23,8 | 26,3 | 25,2 | 20,9 | 14,0  | 6,9   | 0,6   | 12,4  |
| Средняя температура, °C       | −6,3  | −5,5  | −0,3  | 6,3   | 13,0 | 18,0 | 20,5 | 19,5 | 15,3 | 9,0   | 3,1   | −3    | 7,5   |
| Средний суточный минимум, °C  | −10,1 | −9,7  | −4,7  | 1,0   | 7,0  | 12,1 | 14,6 | 13,7 | 9,6  | 4,0   | −0,7  | −6,5  | 2,5   |
| Абсолютный минимум, °C        | −31,7 | −29,5 | −24,8 | −12,2 | −5   | −0,6 | 5,0  | 1,5  | −3,3 | −11,1 | −18,3 | −26,9 | −31,7 |
| Норма осадков, мм             | 74,2  | 60,0  | 78,4  | 82,2  | 82,9 | 86,8 | 82,2 | 85,3 | 97,7 | 77,6  | 91,1  | 88,6  | 987,1 |
| Источник: Environment Canada  |       |       |       |       |      |      |      |      |      |       |       |       |       |

## Экономика и образование
Экономика Лондона развивается за счёт производства продукции военного назначения, локомотивов, страхования и информационных технологий.
Здесь находится завод Land Systems Canada компании General Dynamics, который производит, ремонтирует и модернизирует бронетехнику. Здесь же находятся заводы «Kellogg's» и «Overland-Ford», и канадское представительство «3M».
В городе расположен один из старейших университетов Канады — Университет Западного Онтарио, основанный в 1878 году, а также Колледж Фэншоу.

## Города-побратимы
Лондон является городом-побратимом Нанкина, провинция Цзянсу, Китай.

## Культура
В Лондоне находится археологический музей и Музей Канадского королевского полка.

## Спорт
В этом городе проходил в конце 1980 года юниорский чемпионат мира среди фигуристов. В марте 2013 года в городе прошёл Чемпионат мира по фигурному катанию. Неоднократно проходили национальные чемпионаты по фигурному катанию.